# Grant Goodeve
Grant Goodeve, né le 6 juillet 1952 à Middlebury (Connecticut), est un acteur américain.
Il est notamment connu pour ses rôles dans les séries télévisées Huit, ça suffit !, La croisière s'amuse, Bienvenue en Alaska et Dynastie.

## Filmographie

### Cinéma
- 1977 : All the King's Horses de Donald W. Thompson : Jack Benson
- 1988 : Plein Pot (License to Drive) de Greg Beeman : L'examinateur de Natalie
- 1988 : Take Two de Peter Rowe : Barry Griffith / Frank Bentley
- 2008 : Proud American de Fred Ashman : Un docteur
- 2009 : Crimes of the Past de Garrett Bennett : Agent Kruch
- 2017 : Jésus, l'enquête (The Case for Christ) de Jon Gunn  : Mr. Cook
- 2017 : Country Line de Shea Sizemore : Shérif Preston

### Télévision

#### Séries télévisées
- 1976 : Emergency! (saison 5, épisode 20) : Larry
- 1976 : Gibbsville (saison 1, épisode 2) : Danny
- 1977 - 1981 : Huit, ça suffit ! (111 épisodes) : David Bradford
- 1977 - 1981 : La croisière s'amuse : Capitaine Dave Stanton (saison 2, épisode 4) ; Bud Boyer (saison 5, épisodes 8 et 9) ; Steven Pierce (saison 6, épisode 12) ; Don Hefner (saison 7, épisode 14)
- 1977 - 1981 : Insight (2 épisodes) : Santon / Bill Ryan
- 1979 - 1984 : L'Île fantastique : Bill Rawlings (saison 3, épisode 2) ; Hunter Richter (saison 7, épisode 16)
- 1981 : Aloha Paradise (saison 1, épisode 1)
- 1982 : Darkroom (saison 1, épisode 15) : Steve Lambert
- 1982 : Capitol : Jordy Clegg #2
- 1982 : Hooker (saison 3, épisode 10) : Officier Bill Roper
- 1983 - 1987 : Dynastie (saison 3, épisodes 21, 23, 24 ; saison 4, épisodes 3, 4, 5, 6 ; saison 8, épisode 12)  : Chris Deegan
- 1984 : Trapper John, M.D. (saison 5, épisode 14) : David Huber
- 1984 : Finder of Lost Loves (en) (saison 1, épisode 10) : Stuart Scranton
- 1984 - 1988 : Arabesque : Jack Kowalski (saison 1, épisode 5) ; Larry Gaynes (saison 3, épisode 6) ; Ben Skyler (saison 4, épisode 17)
- 1984 : La Ligne de chance : Docteur Coleman
- 1985 - 1986: On ne vit qu'une fois : James Woodward
- 1986 : Hôtel (saison 4, épisode 3) : Kevin Bromley
- 1990 - 1992 : Bienvenue en Alaska (10 épisodes) : Rick Pederson
- 1992 : McGee and Me! (saison 2, épisode 1) : Brad Gifford
- 1996 : Destination inconnue (saison 1, épisodes 1 et 2) : Don Moses
- 2002 : 7 à la maison (saison 7, épisodes 1 et 2) : Capitaine Jack Smith
- 2012 : American Wives (saison 6, épisode 17) : Tom Levinson
- 2016 : Devious Maids (saison 4, épisode 1) : Un invité à la fête de Peri
- 2017 : Twin Peaks (saison 3, parties 13 et 15) : Walter Lawford

#### Téléfilms
- 1976 : Law of the Land de Virgil W. Vogel : Un soldat
- 1979 : A Last Cry for Help de Hal Sitowitz : Jeff Burgess
- 1979 : Hot Rod de George Armitage : Sonny Dunn
- 1982 : High Powder de Michael Ray Rhodes : Sergent Garvey
- 1984 : Pigs vs. Freaks de Dick Lowry : Neal Brockmeyer
- 1987 : Eight Is Enough: A Family Reunion de Harry Harris (en) : David Bradford
- 1989 : An Eight Is Enough Wedding de Stan Lathan : David Bradford
- 1990 : She'll Take Romance de Piers Haggard : Doug
- 2000 : Something to Sing About de Charlie Jordan : Russ

## Jeux vidéo
- 2005 : Star Fox: Assault : Wolf O'Donnell
- 2005 : FEAR : Harlan Wade
- 2007 : The Orange Box : L'Engineer
- 2007 : Team Fortress 2 : L'Engineer
- 2009 : FEAR 2: Project Origin : Harlan Wade
- 2016 : Paladins : Champions of the Realm : Skin "Team Fortress 2" pour Barik